# Dar Laadhar

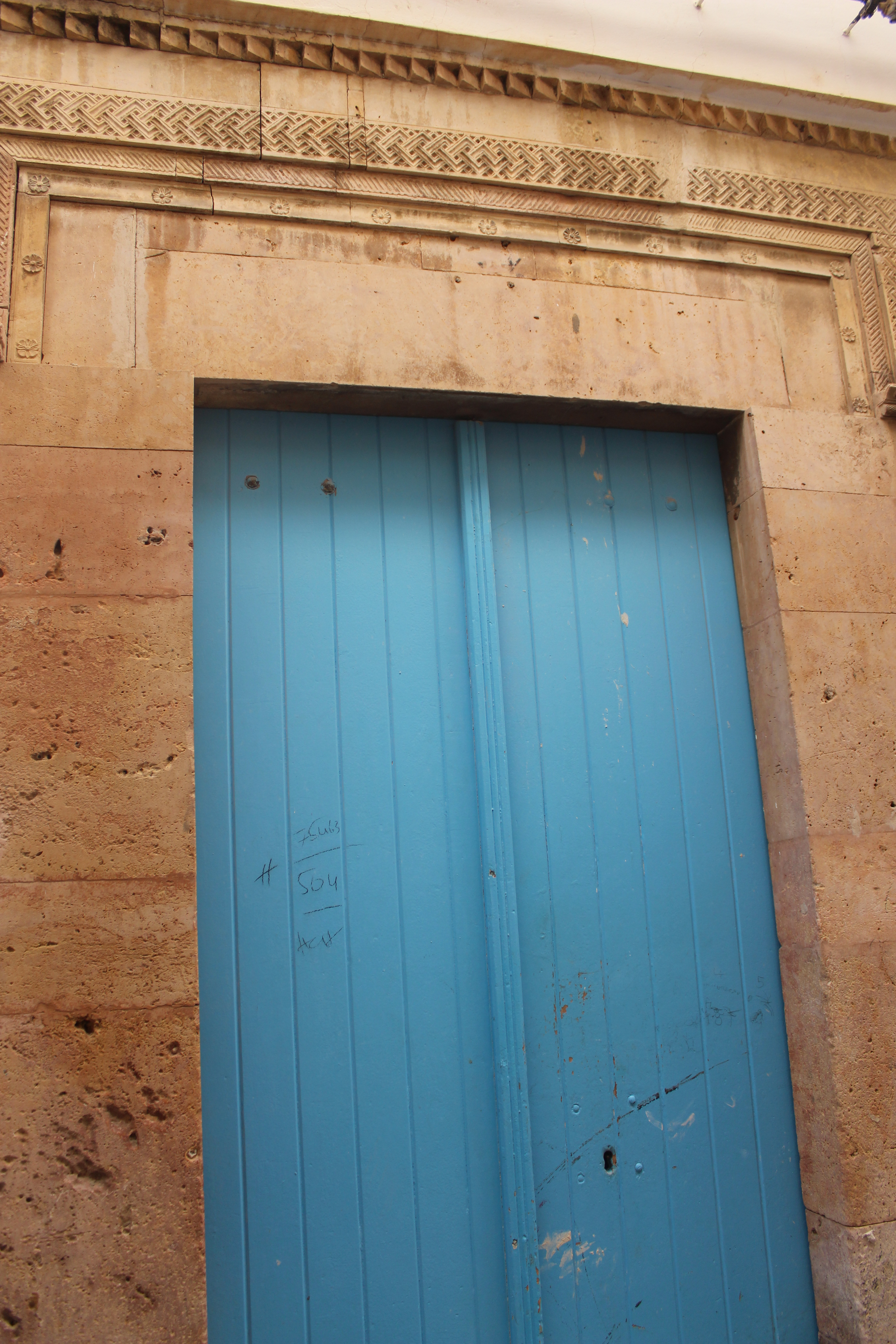
Entrée du Dar Laadhar.

Le Dar Laadhar (arabe : دار العذار) est l'une des anciennes demeures de la médina de Sfax.

## Localisation
La maison se trouve dans la partie nord-ouest de la médina, sur la rue du cheikh Tijani, connue aussi sous le nom de Zuqaq Al Dhhab (زقاق الذهب, littéralement « allée d'or »). Cette rue est considérée comme l'une des plus prestigieuses de toute la médina au XIXe siècle. Elle est proche du Dar Kammoun et du Dar Frikha.

## Histoire
La maison appartient à la famille Laadhar, l'une des familles sfaxiennes bourgeoises du XIXe siècle. Elle est restaurée en 2012 par ses propriétaires.

## Résidents
Parmi les personnalités qui ont vécu dans cette demeure, on peut citer :
- Mohamed Laadhar : juge de Sfax au XIXe siècle, nommé par Sadok Bey ;
- Mohamed Ben Hadj Mohamed Ben Said Laadhar : imam de la mosquée Bouchouicha, puis juge le 5 août 1900 à la suite d'un ordre d'Ali III Bey et bach mufti du 10 mars 1919 jusqu'en 1925 suivant un ordre de Naceur Bey.